# Paweł Marcin Strzelecki
Paweł Marcin Strzelecki (* 27. November 1975 in Zielona Góra) ist ein polnischer Komponist, Musikwissenschaftler und Musiktheoretiker.

## Leben
Strzelecki schloss ein Studium mit Auszeichnung in Musiktheorie (2000) und Komposition unter der Leitung von Zbigniew Bagiński (2002) an der Musikakademie „Fryderyk Chopin“ in Warschau ab (derzeit Musikuniversität „Fryderyk Chopin“). 2005 erwarb er den Doktortitel der Musikwissenschaft (Universität Warschau).
Strzelecki vertiefte seine Fähigkeiten in verschiedenen Kursen in Polen (Polnische Sektion der International Society for Contemporary Music, Warschau, 2003), Irland (Irish Composition Summer School, Dublin, 2010 und 2012), Großbritannien (Musicfest Aberystwyth Composition Course, Wales, 2011; Dartington International Summer School, 2013), Italien (Livorno Music Festival Composition Course, 2015) und Deutschland (Berlin American Academy, 2015). Die Meisterkurse wurden von Christopher Austin, Gareth Churchill, Luca Francesconi, Anders Hillborg, Kevin O’Connell, Martin O’Leary, John McLachlan, John Metcalf, Dominic Muldowney, Elliott Sharp, Bent Sørensen, Marco Stroppa und Kevin Volans geleitet.
Er ist Hochschullehrer an Musikhochschulen in Polen (Musikuniversität „Fryderyk Chopin“ in Warschau) und Italien (u. a. Konservatorium „Cesare Pollini“ in Padua).

## Wirken
Strzelecki ist ein produktiver zeitgenössischer polnischer Komponist. Sein Werk umfasst (2024) 124 Werke, darunter 12 Sinfonien (2017–2022), drei Sinfonische Dichtungen (2001–2011), drei Solokonzerte mit Orchester (für Orgel, Klavier, Flöte, 2002–2024), ein Doppelkonzert für zwei Klaviere und Streichorchester (2024), 20 Streichquartette (2001–2024), 16 Sonaten für verschiedene Instrumente mit Klavier (z. B. für Violine, Oboe, Englischhorn, Fagott, Waldhorn, Cello, Kontrabass, Trompete, Posaune, Tuba) sowie für Solo-Klavier und Solo-Harfe, zahlreiche Lieder für Gesang und Klavier (in Zyklen oder einzeln), Kammermusik (Klaviertrio, 1998, Klavierquartett, 2021, Klavierquintett, 2003, Streichtrio, 2021), Geistliche Werke (z. B. Messe für Solisten, Chor, Orgel und Orchester, 2002, rev. 2024) und elektronische Musik.
Strzeleckis Musik ist ausdrucksstark und intensiv sowie in ihrer Emotionalität romantisch. Für die formale Konstruktion setzt er traditionelle Modelle (Sonatenform, Rondo, Variationen, Passacaglia) und einsätzige Segmentschemata ein, die Themen, Motive und Durchführungsverfahren verwenden. Nach dem Jahr 2000 wendet er die repetitive Technik mit Phasenverschiebung stärker an, was den Effekt des Taktartwechsels erzeugt. Er gebraucht polyphone Kompositionstechniken (Kanon, Fuge) oder komplexere, vielschichtige simultane Fakturen.
Seine Werke sind bei Konzerten und verschiedenen Festivals in den Vereinigten Staaten („Passage to Poland“, Houston, 2014), in Italien (Livorno Music Festival, 2015; „Le forme del suono“, Latina, 2012), in Großbritannien („Musicfest Aberystwyth“, 2011), Deutschland („Uckermärkische Musikwochen“, 2005), in der Ukraine („Internationales Festival-Forum Vergangenheit und Zukunft“, Odessa, 2000), in Polen („Warschauer Herbst“, 2004, 2006; „Warschauer musikalische Begegnungen“, 2006, 2010–2012; „Probaltica“, 2008; „Świętokrzyskie-Musiktage“, 2008; „Mikołowskie-Musiktage“, 2003) und in Irland, Frankreich und Weißrussland aufgeführt worden.
2024 hat Paweł Marcin Strzelecki eine Doppel-CD veröffentlicht (DUX 2062/2063).
Strzelecki hat mehrere Bücher, Artikel und enzyklopädische Einträge (u. a. über Arnold Schönberg) veröffentlicht und an internationalen Konferenzen teilgenommen. Sein Buch „Nowy romantyzm“ w twórczości kompozytorów polskich po roku 1975 [„Neue Romantik“ in den Werken polnischer Komponisten nach 1975] (Kraków: Musica Iagellonica, 2006; Berlin: Peter Lang, 2022) ist die erste Monographie einer der wichtigsten Tendenzen der zeitgenössischen Musik und präsentiert sie in den Kompositionen der „Generation 1933“ (Krzysztof Penderecki, Henryk Mikołaj Górecki, Wojciech Kilar), der „Stalowa Wola-Generation“ (Eugeniusz Knapik, Aleksander Lasoń und Andrzej Krzanowski) und anderer Künstler (u. a. Zbigniew Bagiński, Tadeusz Baird, Włodzimierz Kotoński, Zygmunt Krauze, Krzysztof Meyer, Stanisław Moryto). Die Publikation enthält auch Interviews des Autors (z. B. mit Krzysztof Penderecki).

## Auszeichnungen
Er hat Preise bei mehreren Kompositionswettbewerben gewonnen, darunter der erste Preis beim Wettbewerb für junge Komponisten „Tadeusz Baird“ in Warschau (für das Klavierquintett, 2003), der zweite Preis beim Internationalen Kompositionswettbewerb in Mikołów (für das Konzert für Orgel, Pauken und Streichorchester, 2002), der dritte Preis beim Kompositionswettbewerb „Zbigniew Herbert“ in Toruń (für Die Vernehmung des Engels für Bariton und Klavier nach Worten von Zbigniew Herbert, 2008), der dritte Preis beim Polnischen Studentenkompositionswettbewerb für Kammerbläserensemble an der Musikakademie „Fryderyk Chopin“ in Warschau (für die Kleine Suite für 2 Trompeten und 2 Posaunen, 2002), die erste Auszeichnung beim Wettbewerb für junge Komponisten „Tadeusz Baird“ in Poznań (für Summer Dreams für 14 Instrumentalisten und Tonband, 2009). Seine Episoden für Tonband wurden als eines der polnischen Stücke für die „Weltmusiktage 2003“ (ISCM Festival) in Slowenien empfohlen.

## Werke
- Nocturne für Klavier (1990)
- The Mountains für Klavier (1993)
- Präludium und Fuge in Bachs Stil für Klavier (1994)
- Präludium für Klavier (1995)
- Miniatur für Klarinette und Violine (1996)
- Suite für Klarinette Solo (1997)
- Pater Noster für gemischten Chor (1997)
- Klaviertrio (1998)
- Retrospections für Klavier (1999)
- 1944. Homage for Soldiers of Polish Underground Home Army (AK) für 9 Instrumente (2000)
- Sonate für Violine und Klavier (2000)
- Zwei Studien für 4 Schlagzeuger (2001)
- A Sketch for Lent für Streichorchester (2001)
- Supplication für Orchester (2001, rev. 2021)
- Streichquartett Nr. 1 (2001)
- Kleine Suite für 2 Trompeten und 2 Posaunen (2001)
- Studie für Tonband (2001)
- Episoden für Tonband (2001)
- Messe für Solisten, gemischten Chor, Orgel und Orchester (2002)
- Konzert für Orgel, Pauken und Streichorchester (2002)
- Bogurodzica für Chor und Orgel (2003)
- Die Hymne des Heiligen Franziskus für Bariton und Klavier (2003)
- Ostinatos und Akkorde für Klarinette und Gitarre (2003)
- Klavierquintett (2003)
- 9 Studien für Klarinette Solo (2003)
- Toccata, Passacaglia und Fuge für Orgel (2006)
- O nata lux für gemischten Chor und Orgel (2006)
- The Hidden Places für Orchester (2006, rev. 2019)
- Ave Maria für gemischten Chor (2007)
- 9 Lieder für Tenor und Klavier nach Gedichten von Jan Kochanowski (2007)
- Klaviersonate (2007)
- 12 Präludien für Klavier (2007)
- Interrogation of Angel für Bariton und Klavier nach einem Gedicht von Zbigniew Herbert (2008)
- Mood Swings für Orgel und Blechbläserquintett (2008)
- Summer Dreams für 14 Instrumentalisten und Tonband (2008)
- Fanfare für Orgel (2008)
- Textures für 2 Pianisten und 2 Schlagzeuger (2009)
- Am Anfang war Chaos für Tonband (2009)
- Ballade-Wiegenlied für Klavier (2009)
- Sonate für Oboe und Klavier (2009, rev. 2012)
- Vagabundenmusik für Gitarrenquintett (2010)
- Smolensk 2010 für Tonband (2010)
- Katyn-Elegie. Zum Gedenken an den 17. September 1939 für Blasorchester (2010, rev. 2020)
- Calling All Heroes Souls für Trompete und Streichquartett (2011)
- Voices from Ancient Poland für Orchester (2011)
- Polnische Chroniken 2010 - 2011 für Tonband (2011)
- Bläserquintett (2011, rev. 2012)
- Konzert für Klavier und Orchester (2012)
- Streichquartett Nr. 2 (2012)
- Triptychon für Bassklarinette, Vibraphon und Akkordeon (2012, rev. 2013)
- 9 Bagatellen für Klavier (2012, rev. 2014)
- 3 Spanische Lieder für Sopran und Klavier nach Gedichten von Gustavo Adolfo Bécquer (2013)
- Sensibilität für Sopran und Klavier nach Gedichten von Robert Burns (2013)
- Sonate für Flöte und Klavier (2013)
- Reflexionen für Harfe (2013)
- Sonate für Altsaxophon und Klavier (2014)
- „Avrei voluto“ für Mezzosopranist und Klavier nach einem Gedicht von Eugenio Montale (2015)
- Toccata für Orgel (2015)
- Fantasie für Gitarre (2015)
- Sonate für Tuba und Klavier (2015)
- Sonate für Waldhorn und Klavier (2015)
- Sonate für Violoncello und Klavier (2015)
- Suite für Flöte und Altsaxophon (2015)
- „Lupi“ für Bariton und Klavier nach einem Gedicht von Zbigniew Herbert, übersetzt ins Italienische von Valeria Rossella (2016)
- Sonate für Bratsche und Klavier (2017)
- Sonate für Trompete und Klavier (2017)
- 4 Lieder für Sopran und Klavier nach Gedichten von Eugenio Montale (2017)
- Imagined Isles für 2 Harfen (2017)
- 5 Lieder für Mezzosopran und Orchester nach Gedichten von Kazimiera Iłłakowiczówna (1998, rev. 2017)
- Sinfonie Nr. 1 „The Serious“ für Orchester (2017)
- Duo für Viola und Waldhorn (2018)
- Sonate für Posaune und Klavier (2018)
- Sonate für Klarinette und Klavier (2018)
- Sinfonie Nr. 2 „The 4 Places in Time & Space“ für Orchester (2018)
- Sonate für Fagott und Klavier (2018)
- Sonate für Harfe (2019)
- 4 Lieder für Mezzosopran und Klavier nach Gedichten von Giovanni Pascoli (2019)
- Sonate für Englischhorn & Klavier (2019)
- Sinfonie Nr. 3 „The Summer“ für Orchester (2019)
- Streichquartett Nr. 3 (2019)
- Sinfonie Nr. 4 „Choral“ für Orchester (2020)
- Streichquartett Nr. 4 (2020)
- Drei Madrigale für gemischten Chor nach Gedichten von Giovanni Battista Guarini (2020)
- Sinfonietta für Kammerorchester (1997, rev. 2020)
- Sinfonie Nr. 5 „Surprise“ für Orchester (2020)
- Nocturne in C# für Klavier (2020)
- Sinfonie Nr. 6 „The Sea“ für Orchester (2020)
- Streichquartett Nr. 5 (2020)
- Sinfonie Nr. 7 „The Four Landscapes“ für Orchester (2020)
- Streichquartett Nr. 6 (2020)
- Streichquartett Nr. 7 (2021)
- 5 Präludien für Klavier (2021)
- „To Autumn“ für Tenor und Klavier nach einem Gedicht von John Keats (2021)
- Sinfonie Nr. 8 „American“ für Orchester (2021)
- Streichquartett Nr. 8 (2021)
- 5 Legenden für Klavier (2021)
- „A Hillside Thaw“ für Sopran und Klavier nach einem Gedicht von Robert Frost (2021)
- Streichquartett Nr. 9 (2021)
- Streichtrio (2021)
- Sinfonie Nr. 9 „Victory“ für Orchester (2021)
- Streichquartett Nr. 10 (2021)
- Klavierquartett (2021)
- Streichquartett Nr. 11 (2022)
- Mazurka für Klavier (2022)
- Sinfonie Nr. 10 „Between Dance and War“ für Orchester (2022)
- Streichquartett Nr. 12 (2022)
- Streichquartett Nr. 13 „Dodecaphonic“ (2022)
- Streichquartett Nr. 14 „Bluesy“ (2022)
- Streichquartett Nr. 15 „Hommage an Górecki“ (2022)
- Sinfonie Nr. 11 „The Change“ für Orchester (2022)
- 2 Lieder für Bariton und Klavier nach Gedichten von William Wordsworth (2023)
- Streichquartett Nr. 16 (2023)
- Streichquartett Nr. 17 (2023)
- Konzert für Flöte und Orchester (2024)
- Streichquartett Nr. 18 „No Silence“ (2024)
- Sonate für Kontrabass und Klavier (2024)
- Sinfonie Nr. 12 „The Sudden Passage“ für Orchester (2024)
- Messe für Chor a cappella (2024)
- Streichquartett Nr. 19 „Hast“ (2024)
- 3 Deutsche Lieder für Alt und Klavier nach Gedichten von Ingeborg Bachmann (2024)
- „Lichtfluss und Nebelwand“ für Orchester (2024)
- „Die dir zugemessene Zeit“ für Mezzosopran, Bläser und Streichquintett nach einem Text von Franz Kafka (2024)
- Streichquartett Nr. 20 „No End“ (2024)
- Konzert für 2 Klaviere und Streichorchester (2024)

## Diskografie (Auswahl)
Early Works: Concerto for Organ, Timpani and String Orchestra (2002), 3 Spanish Songs for Soprano and Piano (2013), Sonata for Violin and Piano (2000), Little Suite for 2 Trumpets and 2 Trombones (2001), Ballade-Lullaby for Piano (2009), Summer Dreams for 14 Performers and Tape (2008), Piano Quintet (2003), Ostinatos and Chords for Clarinet and Guitar (2003), String Quartet No. 1 (2001), 12 Preludes for Piano (2007), A Sketch for Lent for String Orchestra (2001), Prelude for Piano (1995), Episodes for Tape (2001), Piano Trio (1998). Varsavia (DUX 2062/2063), 2024
Interrogation of an Angel for Baritone and Piano to words by Zbigniew Herbert (2008), in: XV Music and Art Festival of the Baltic Countries. Hommage à Zbigniew Herbert. Toruń (Multicamerata, Probaltica, TVP Bydgoszcz, Polish Radio II) 2008; the book with CD (MC CD XV/1)